# Tolmerus tivonensis
Tolmerus tivonensis là một loài ruồi trong họ Asilidae. Tolmerus tivonensis được Theodor miêu tả năm 1980. Loài này phân bố ở vùng Cổ Bắc giới và châu Á.